# 1400

## أحداث
- تأسيس أول جيش نظامي أوروبي هو الحرس السويسري في الفاتيكان.
- تأسيس خان الخليلي على يد مؤسسه وبانيها الشريف الخليلي وهو من كبار التجار في عهد السلطان البرقوق في مصر.
- احتلال القائد المغولي تيمورلنك لمدينة حلب السورية.

## مواليد
- مخترع آلة الطباعة يوهان غوتنبرغ
- مانع بن ربيعة المريدي
- عبد الكريم الغرناطي

## وفيات
- ابن عرفة
- جيفري تشوسر
- قائد الدولة العثمانية بايزيد الأول على يد جيوش التتار.
- وفاة الكاتب الإنكليزي جفري جوسير.